# Cuscrii (film din 2014)
Cuscrii este un film românesc din 2014 regizat de Radu Potcoavă. Rolurile principale au fost interpretate de actorii Paul Ipate, Ioana Blaj, Mircea Diaconu.

## Distribuție
Distribuția filmului este alcătuită din:
- Luminița Gheorghiu — Suzana Vrânceanu
- Ștefania Popescu — Miruna Bonetti
- Adelaida Perjoiu — Monica Bonetti
- Ada Galeș — Reporterița tv
- Paul Ipate — Ionuț Ungureanu
- Gheorghe Ifrim — Costel Beciu
- Sergiu Flesner — Fabio Bonetti
- Marian Râlea — Ionel Ungureanu
- Nicoleta Lefter — Mirabela Vrânceanu
- Mircea Diaconu — Ștefan Vrânceanu
- Sergiu Costache — Lucian Popoiu
- Cătălin Frăsinescu — Bodyguard
- Ioana Blaj — Mariana Vrânceanu
- Gabriela Popescu — Alice Ungureanu